# Freestyle vid olympiska vinterspelen 2022
Freestyle vid olympiska vinterspelen 2022 arrangerades i Genting Snow Park i Zhangjiakou och i Big Air Shougang i Peking, Kina. Totalt avgörs 13 grenar.

## Medaljsammanfattning
Damer
| Gren                   | Guld                      | Guld                   | Silver                   | Silver                   | Brons                                      | Brons                                      |
| Hopp Detaljer...       | Xu Mengtao Kina           | 108,61                 | Hanna Huskova Belarus    | 107,95                   | Megan Nick USA                             | 93,76                                      |
| Halfpipe Detaljer...   | Eileen Gu Kina            | 95,25                  | Cassie Sharpe Kanada     | 90,75                    | Rachael Karker Kanada                      | 87,75                                      |
| Big air Detaljer...    | Eileen Gu Kina            | 188,25                 | Tess Ledeux Frankrike    | 187,50                   | Mathilde Gremaud Schweiz                   | 182,50                                     |
| Puckelpist Detaljer... | Jakara Anthony Australien | 83,09                  | Jaelin Kauf USA          | 80,28                    | Anastasija Smirnova ROC                    | 77,72                                      |
| Skicross Detaljer...   | Sandra Näslund Sverige    | Sandra Näslund Sverige | Marielle Thompson Kanada | Marielle Thompson Kanada | Daniela Maier Tyskland Fanny Smith Schweiz | Daniela Maier Tyskland Fanny Smith Schweiz |
| Slopestyle Detaljer... | Mathilde Gremaud Schweiz  | 86,56                  | Eileen Gu Kina           | 86,23                    | Kelly Sildaru Estland                      | 82,06                                      |

Herrar
| Gren                   | Guld                      | Guld               | Silver                      | Silver            | Brons                  | Brons             |
| Hopp Detaljer...       | Qi Guangpu Kina           | 129,00             | Oleksandr Abramenko Ukraina | 116,50            | Ilja Burov ROC         | 114,93            |
| Halfpipe Detaljer...   | Nico Porteous Nya Zeeland | 93,00              | David Wise USA              | 90,75             | Alex Ferreira USA      | 86,75             |
| Big air Detaljer...    | Birk Ruud Norge           | 187,75             | Colby Stevenson USA         | 183,00            | Henrik Harlaut Sverige | 181,00            |
| Puckelpist Detaljer... | Walter Wallberg Sverige   | 83,23              | Mikaël Kingsbury Kanada     | 82,18             | Ikuma Horishima Japan  | 81,48             |
| Skicross Detaljer...   | Ryan Regez Schweiz        | Ryan Regez Schweiz | Alex Fiva Schweiz           | Alex Fiva Schweiz | Sergey Ridzik ROC      | Sergey Ridzik ROC |
| Slopestyle Detaljer... | Alex Hall USA             | 90,01              | Nick Goepper USA            | 86,48             | Jesper Tjäder Sverige  | 85,35             |

Mixed
| Gren                  | Guld                                                      | Guld   | Silver                                  | Silver | Brons                                             | Brons  |
| Hopp, lag Detaljer... | USA Ashley Caldwell Christopher Lillis Justin Schoenefeld | 338,34 | Kina Xu Mengtao Jia Zongyang Qi Guangpu | 324,22 | Kanada Marion Thénault Miha Fontaine Lewis Irving | 290,98 |

## Medaljtabell
| Pl. | Nation      | Guld | Silver | Brons | Totalt |
| --- | ----------- | ---- | ------ | ----- | ------ |
| 1   | Kina        | 4    | 2      | 0     | 6      |
| 2   | USA         | 2    | 4      | 2     | 8      |
| 3   | Schweiz     | 2    | 1      | 2     | 5      |
| 4   | Sverige     | 2    | 0      | 2     | 4      |
| 5   | Australien  | 1    | 0      | 0     | 1      |
| 5   | Norge       | 1    | 0      | 0     | 1      |
| 5   | Nya Zeeland | 1    | 0      | 0     | 1      |
| 8   | Kanada      | 0    | 3      | 2     | 5      |
| 9   | Belarus     | 0    | 1      | 0     | 1      |
| 9   | Frankrike   | 0    | 1      | 0     | 1      |
| 9   | Ukraina     | 0    | 1      | 0     | 1      |
| 12  | ROC         | 0    | 0      | 3     | 3      |
| 13  | Estland     | 0    | 0      | 1     | 1      |
| 13  | Japan       | 0    | 0      | 1     | 1      |
| 13  | Tyskland    | 0    | 0      | 1     | 1      |
|     | Totalt      | 13   | 13     | 14    | 40     |

### Fotnoter
1. ↑  ”Freestyle Skiing - Olympic Schedule & Results”. Arkiverad från originalet den 9 mars 2022. https://web.archive.org/web/20220309063911/https://olympics.com/beijing-2022/olympic-games//en/results/freestyle-skiing/olympic-daily-schedule.htm. Läst 5 februari 2022.
2. ↑  ”Women's Aerials Final 2 Results - Olympic Freestyle Skiing”. https://olympics.com/beijing-2022/olympic-games/en/results/freestyle-skiing/results-women-s-aerials-fnl-000200-.htm. Läst 16 februari 2022.
3. ↑  ”Women's Freeski Halfpipe Final Results - Olympic Freestyle Skiing”. https://olympics.com/beijing-2022/olympic-games/en/results/freestyle-skiing/results-women-s-freeski-halfpipe-fnl-.htm. Läst 18 februari 2022.
4. ↑  ”Women's Freeski Big Air Final Results - Olympic Freestyle Skiing”. https://olympics.com/beijing-2022/olympic-games/en/results/freestyle-skiing/results-women-s-freeski-big-air-fnl-.htm. Läst 10 februari 2022.
5. ↑  (6 februari 2022). Freestyle Skiing - Women's Moguls. beijing2022.cn. Läst 6 februari 2022.
6. ↑  ”Women's Ski Cross Finals Results - Olympic Freestyle Skiing”. https://olympics.com/beijing-2022/olympic-games/en/results/freestyle-skiing/results-women-s-ski-cross-fnl-.htm. Läst 17 februari 2022.
7. ↑  ”Women's Freeski Slopestyle Final Results - Olympic Freestyle Skiing”. https://olympics.com/beijing-2022/olympic-games/en/results/freestyle-skiing/results-women-s-freeski-slopestyle-fnl-.htm. Läst 16 februari 2022.
8. ↑  ”Men's Aerials Final 2 Results - Olympic Freestyle Skiing”. https://olympics.com/beijing-2022/olympic-games/en/results/freestyle-skiing/results-men-s-aerials-fnl-000200-.htm. Läst 16 februari 2022.
9. ↑  ”Men's Freeski Halfpipe Final Results - Olympic Freestyle Skiing”. https://olympics.com/beijing-2022/olympic-games/en/results/freestyle-skiing/results-men-s-freeski-halfpipe-fnl-.htm. Läst 19 februari 2022.
10. ↑  ”Men's Freeski Big Air Final Results - Olympic Freestyle Skiing”. https://olympics.com/beijing-2022/olympic-games/en/results/freestyle-skiing/results-men-s-freeski-big-air-fnl-.htm. Läst 10 februari 2022.
11. ↑  ”Men's Moguls Final 3 Results - Olympic Freestyle Skiing”. https://olympics.com/beijing-2022/olympic-games/en/results/freestyle-skiing/results-men-s-moguls-fnl-000300-.htm. Läst 5 februari 2022.
12. ↑  ”Men's Ski Cross Finals Results - Olympic Freestyle Skiing”. https://olympics.com/beijing-2022/olympic-games/en/results/freestyle-skiing/results-men-s-ski-cross-fnl-.htm. Läst 18 februari 2022.
13. ↑  ”Men's Freeski Slopestyle Final Results - Olympic Freestyle Skiing”. https://olympics.com/beijing-2022/olympic-games/en/results/freestyle-skiing/results-men-s-freeski-slopestyle-fnl-.htm. Läst 16 februari 2022.
14. ↑  ”Mixed Team Aerials Final 2 Results - Olympic Freestyle Skiing”. https://olympics.com/beijing-2022/olympic-games/en/results/freestyle-skiing/results-mixed-team-aerials-fnl-000200-.htm. Läst 10 februari 2022.